# Neumichtis trijuncta
Neumichtis trijuncta là một loài bướm đêm trong họ Noctuidae.